# Ząbrsko Górne
Ząbrsko Górne (kaszb. Zãbrskò) – wieś w Polsce położona w województwie pomorskim, w powiecie gdańskim, w gminie Przywidz. Wieś jest częścią składową sołectwa Marszewska Góra.
W latach 1975–1998 miejscowość administracyjnie należała do województwa gdańskiego.